# كين تورنر
كين تورنر (بالإنجليزية: Ken Turner)‏ (22 أبريل 1941 في المملكة المتحدة - ) هو لاعب كرة قدم بريطاني في مركزي الظهير والدفاع. لعب مع شروزبري تاون ونادي سليغو روفرز ونادي يورك سيتي وهدرسفيلد تاون.